# Акен, Юбер
Юбер Акен (фр. Hubert Aquin; 24 октября 1929, Монреаль — 15 марта 1977, там же) — канадский франкоязычный писатель, политический деятель, публицист, кинорежиссёр и редактор.
Считающийся классикой канадской литературы, роман Акена «Следующий эпизод» в 2003 году был выбран для озвучивания канадским радио CBC. Победителем конкурса на лучшую озвучку стал журналист Дениз Бомбардье. Первый английский аудиоперевод романа был сделан Пенни Уильям и издан в 1967 году.

## Биография
Акен окончил философский факультет Монреальского университета в 1951 году. С 1951 по 1954 год учился в Институте политических исследований в Париже.
В период с 1960 по 1968 год Акен принимал активное участие в движении за независимость Квебека. Он был исполнительным членом первой политической партии, борющейся за независимость, — Партии за независимость. В 1964 году он объявил, что собирается организовать подпольное движение, чтобы бороться за независимость террористическими методами. Был арестован и вскоре отправлен в психиатрическую больницу, где провёл четыре месяца. Именно там он написал свой первый роман «Следующий эпизод» (издан в 1965 году). В декабре 1964 года он был оправдан за незаконное хранение оружия и выпущен на свободу.
Саморазрушительные мысли о смерти, которое прослеживались в первом романе Акена, предвещают его реальную смерть: 15 марта 1977 года Акен выстрелил себе в голову. Он оставил предсмертную записку, в которой утверждал, что его смерть является добровольным и положительным выбором, заявив: «Я прожил напряженную жизнь, и сейчас все закончилось».
Получить представление о напряженной жизни Акена можно в документальной биографии Жака Годбаута «Два эпизода из жизни Юбера Акена» (1979) и в экспериментальной биографии, созданной другом Акена Гордоном Шеппардом, — «Юбер Акен: Тайна самоубийства» (2003).

## Книги и статьи
1. Следующий эпизод / Prochain épisode (1965) 
 Роман повествует о жизни заключенного в тюрьму революционера.
2. Провал в памяти / Trou de mémoire (1968) 

3. L’Antiphonaire (1969) 

4. Point de fuite (1971) 

5. Чёрный снег / Neige noire (1974) 

6. Blocs erratiques (1977) 

7. L’Invention de la mort (написана в 1959, опубликована в 1990)
Юбер Акен является автором известной статьи о билингвизме — «Элементарное двуязычие», опубликованной в апреле 1964 года в журнале «Либерте». На русский язык статья переведена Еленой Богатыренко.